# Llengua de signes catalana
La llengua de signes catalana, llengua de signes de Catalunya o LSC és una llengua de signes utilitzada per més de 25.000 persones a Catalunya de les quals 12.000 són persones sordes.
El dia de la Llengua de Signes Catalana es celebra el 3 de juny.

## Història
No se sap exactament quan apareix la LSC, però se sap que la primera escola per a infants sords a Catalunya es va fundar a Barcelona el 4 de febrer de 1800. Tant aquesta com altres escoles fundades a principis i mitjan segle XX no es basaven en l'ús de la LSC, sinó que utilitzaven l'anomenat mètode oral.
Jaume Clotet i Fabrés va ser un pioner de la Llengua de Signes Catalana. Capellà de Civit, es va interessar per aquesta llengua de signes i el 1850 va formar-se a Barcelona per impulsar la llengua de signes catalanes, esdevenir instructor de nens sords per poder comunicar-se amb ells i ensenyar-los catequesi i escriure les primeres publicacions per recollir aquest sistema comunicatiu.
Més endavant, a partir del 1994, la LSC va obtenir reconeixement oficial i es va començar a utilitzar el mètode bilingüe en diverses escoles per a persones sordes. El 2010 es va promulgar la llei de la LSC i el 2012 es va crear el Consell Social de la LSC per dirigir, planificar, coordinar i executar la política lingüística de la LSC, com a desplegament de la llei.
El 1985 es va publicar el que podria considerar-se el primer diccionari de la LSC, amb el títol Lenguaje de signos manuales. El 1988 es va organitzar el primer curs de professors de la LSC.

## Classificació lingüística
Com s'esdevé en la major part de llengües signades, la llengua de signes catalana no té cap relació de parentiu amb les llengües orals que es parlen en el mateix territori. Les llengües de signes poden ésser agrupades per relacions de parentiu amb altres llengües signades. La llengua de signes catalana es classifica en la família de la llengua de signes francesa, però la transmissió a Catalunya hauria estat molt aviat i la relació actual no és gaire evident.
Al contrari de la situació de bilingüisme entre les llengües orals, català i castellà, la comunitat de signants de Catalunya fa servir sols la llengua de signes catalana sense coexistència amb la llengua de signes espanyola. Aquesta manca de coexistència, no obstant això, no implica una manca d'intel·ligibilitat mutua: S'estima un 70% de coincidència lèxica amb la llengua de signes espanyola (LSE) i un percentatge similar amb la llengua de signes valenciana (LSPV), mentre que amb la Llengua de Signes Francesa o la Llengua de signes americana el percentatge és inferior del 30%. Aquestes dades podrien indicar que la LSC, la LSPV i a la LSE formen un grup compacte com a diasistema lingüístic, respecte a la resta de la seua família lingüística corresponent, tal com passa amb el portuguès i el gallec, o l'occità i el català, per exemple, respecte a la família de llengües romàniques.

## Estatus oficial
Des de l'any 1994 té reconeixement oficial per part de la Generalitat de Catalunya, en haver-se aprovat una proposició no de llei per a promoure-la i difondre-la. La utilització de la LSC no es limita al pla de les comunicacions informals, ja que el seu ús ha anat introduint-se en àmbits on abans era ignorada o era absent, tals com l'educació, els mitjans de comunicació i les administracions públiques.
Catalunya va ser la primera Comunitat Autònoma en aprovar (el 1994) una proposició no de llei sobre la promoció i difusió del coneixement de la LSC. Altres llengües de signes dels Països Catalans, com la valenciana o la balear no gaudeixen d'aquest estatus.
La FESOCA (Federació de persones Sordes de Catalunya) és una ONG (Organització no Governamental) sense ànim de lucre fundada el 1979. És l'única institució representativa de la comunitat sorda en el seu conjunt a Catalunya. La seva finalitat és representar i defensar els drets d'associacions i persones sordes en general per tal d'aconseguir la seva plena participació i integració a la societat. En aquest sentit organitza nombrosos cursos, trobades i activitats per promocionar la LSC entre la comunitat sorda de Catalunya.
La FESOCA demana al Departament de Política Lingüística de la Generalitat de Catalunya la seva implantació i el seu suport per a elaborar un projecte de planificació lingüística de la LSC que permeti iniciar el procés de normalització. El 29 de novembre del 2004 la FESOCA va manifestar la importància del reconeixement legal de la LSC al nou Estatut d'Autonomia de Catalunya.
Però, la LSC és un patrimoni històric, social i lingüístic no només propi de la FESOCA sinó de tota la comunitat sorda i de tots els usuaris i usuàries de la LSC. Hi ha diversos grups de recerca de la LSC com ILLESCAT (Centre d'Estudis de la LSC), que estudia l'evolució de la LSC i en fa un estudi lingüístic d'aquesta llengua, creant també neologismes (signes nous).
Existeix, alhora, a Catalunya una entitat social que lluita pel reconeixement social i polític de la Llengua de Signes Catalana amb el seu prestigi i estatus com una llengua qualsevol, la Plataforma pels Drets Lingüístics i Culturals dels Usuaris de la Llengua de Signes Catalana; també coneguda com a plataforma amb l'eslògan LSC, Ara!, que té els següents objectius:
1. Avaluar l'evolució de l'ús de la LSC (Llengua de Signes Catalana) en tots els àmbits de la societat els últims 10 anys: d'ençà de l'aprovació pel Parlament d'una proposició no de llei sobre la promoció i difusió del coneixement de la llengua de signes el 30 de juny de 1994.
2. Vetllar per l'estatus de la LSC davant l'allau de productes audiovisuals en LSE (Llengua de Signes Espanyola), que causa interferències en les produccions signades dels usuaris de la LSC.
3. Realitzar el paper d'oposició enfront d'acords, convenis i projectes que puguin anar en detriment de l'ús de la LSC en els àmbits social, educatiu i de recerca.
4. Avançar, legislativament, cap a un nivell més alt que el d'una proposició no de llei, privada per la seva naturalesa dels efectes vinculants de les lleis: cap al ple reconeixement de la LSC com a dret lingüístic i cultural irrenunciable.

Legislativament, la Plataforma LSC, Ara! va realitzar un document-dossier per a tots els grups polítics del Parlament de Catalunya i pel Govern català demanant la inclusió de la LSC al nou Estatut català; fet que va tenir una positiva repercussió, car l'Estatut fou aprovat pel Parlament de Catalunya (BOPC a 3 d'octubre de 2005, nº224) amb l'article 50.6 en el qual es reflecteix el següent: Els poders públics han de garantir l'ús de la llengua de signes catalana i les condicions que permetin d'assolir la igualtat de les persones amb sordesa que optin per aquesta llengua, que ha d'ésser objecte d'ensenyament, protecció i respecte.
El 26 de maig de 2010, el Parlament de Catalunya va aprovar per unanimitat la Llei de la llengua de signes catalana (LSC) fet que “situa la llengua de signes catalana al lloc que li pertoca, li atorga l'entitat merescuda d'una llengua amb un sistema lingüístic propi”, tal com va destacar el vicepresident del Govern, Josep-Lluís Carod-Rovira.(publicada pel DOGC del dia 3 de juny)

## Premi LSC
El maig de 2015 el Departament de Cultura de la Generalitat de Catalunya va crear el Premi LSC de Foment de la Llengua de Signes Catalana, un guardó institucional que té com a objectiu reconèixer persones, entitats i iniciatives que contribueixen al foment, la difusió i el prestigi de la llengua de signes catalana (LSC). Aquest premi forma part dels guardons oficials de la Generalitat en relació amb la projecció i el foment de les llengües de Catalunya, com els premis Pompeu Fabra per al català i el premi Robèrt Lafont, de promoció de la llengua occitana. El premi LSC de foment de la llengua de signes catalana té caràcter biennal i s'atorgarà en aquestes tres categories: a una persona signant per la seva trajectòria, a una entitat i a una iniciativa que hagin destacat en el foment i la recerca sobre la llengua de signes catalana.